# آلن راین
آلن جیمز رایان FBA (متولد 1940) فیلسوف انگلیسی است. وی استاد سیاست در دانشگاه آکسفورد بود . وی همچنین از سال 1996 تا 2009 رئیس دانشگاه نیو کالج آکسفورد بود .  وی در سپتامبر 2015 بازنشست شد   و در سامرتاون ، آکسفورد زندگی می کند. 